# 신정고등학교 (부산)
신정고등학교(新鼎高等學校)는 대한민국 부산광역시 기장군 정관읍 용수리에 위치한 공립 고등학교이다.

## 학교 연혁
- 2008년 4월 5일 : 교사 신축 기공
- 2008년 11월 5일 : 학교 설립 인가
- 2009년 3월 1일 : 초대 강영길 교장 취임
- 2009년 3월 4일 : 개교 및 제1회 입학식(224명)
- 2009년 7월 8일 : 부산광역시교육청 지정 '사교육절감형 창의경영학교'(3년간) 운영
- 2011년 2월 10일 : 제1회 졸업식
- 2011년 5월 18일 : 부산광역시교육청 및 부산YMCA 주최 「아름다운 학교」 선정
- 2011년 12월 5일 : 진로진학지원센터(Career Zone) 전국 모델학교 보고회
- 2021년 11월 2일 : 학교 공간 혁신사업 완성
- 2023년 2월 8일 : 제13회 졸업식(236명, 누계 3,136명)
- 2023년 3월 2일 : 제15회 입학식(300명)
- 2024년 3월 4일 : 제7대 장강석 교장 취임

## 참고 자료
- 신정고등학교 - 한국교육학술정보원 학교알리미